# Synaldis laquintensis
Synaldis laquintensis är en stekelart som beskrevs av Fischer 2003. Synaldis laquintensis ingår i släktet Synaldis och familjen bracksteklar. Inga underarter finns listade i Catalogue of Life.